# Emilia Florencia Müller Jacobs
Emilia Florencia Jacobs Baquero también conocida como Florencia Müller (Ciudad de México 28 de febrero de 1903 - Ciudad de México 1984) fue una arqueóloga y antropóloga mexicana. Según documentos que se encuentran en el Archivo Histórico de la Escuela Nacional de Antropología e Historia, fue la primera mexicana en graduarse como arqueóloga, lo que sucedió en 1947 con una tesis sobre el sitio de Chimalacatlán, Morelos. Abrió rutas de investigación que muchos arqueólogos siguen actualmente. En honor a su esposo Bruno Curt Johannes Müller, quien murió un año después de haberse casado en 1930, Florencia adoptó su apellido.

## Trayectoria
Siendo muy joven se enamoró de la artología al visitar el trabajo de Manuel Gamio y al conocer a la arqueóloga estadounidense Zelia Nutall. Fue alumna de Eduardo Noguera y Román Piña Chan. Estudió antropología física en el Museo Nacional de México, en The American School of México y en el Principal College de San Luis Missouri en Estados Unidos. A su regreso ingresó en la Escuela Nacional de Antropología e Historia de México, completando su maestría en ciencias antropológicas, especializándose en arqueología en 1945 y convirtiéndose en una de las primeras mujeres graduada en la ENAH junto a Beatriz Barba.
En 1943 fue comisionada para explorar la zona Arqueológica de Chimalacatlán en Morelos, trabajo que le ayudó en la tesis que presentó en 1946 publicada más tarde en dos partes “Chimalacatlán” en 1948 y “La Historia del Valle de México” en 1949.
En 1943 se encargó de la exploración de la zona Arqueológica de Chimalacatlán en Morelos. En su trayectoria como arqueóloga desarrolló trabajos de estructura arquitectónica, excavación y recorridos de prospección además de análisis de fósiles. En 1954 creó la ceramoteca.
Formó parte del  proyecto “Teotihuacán” a cargo de  a cargo de Jorge Acosta e Ignacio Bernal donde fue jefa del Laboratorio del Proyecto Arqueológico de Teotihuacán 1962 a 1966, estudiando la cueva calcinada de Huapalcalco siendo pionera en descubrimientos de prehistoria y protohistoria de Tulancingo en Hidalgo. Y fue jefa de exploración arqueológica en Cuicuilco de 1967 a 1968. En 1969 trabajó en Cholula con Jorge Acosta e Ignacio Bernal. También descubrió los primeros indicios de la prehistoria de Chimalacatlán Morelos en la “Cueva encantada”.
Publicó más de 50 documentos entre los que destacan : “El análisis de fuentes y documentos antiguas”, “Rutas de comercio”, “Cálculos demográficos prehispánicos”, “Iconografía Prehispánica”, así como la elaboración del atlas arqueológicos de Quintana Roo y Campeche.
Realizó su autobiografía y se presentó con su nombre prehispánico Xochimecatl, que significa mecate de flores en donde declara su admiración por Zelia Nuttall.

## Obras destacadas
- “El análisis de fuentes y documentos antiguas”
- “Rutas de comercio”
- “Cálculos demográficos prehispánicos”
- “Iconografía Prehispánica”
- Chimalcatlán, Morelos, 1948;
- Historia antigua del Valle de Morelos, 1949;
- Códice de Coalac, 1958;
- Atlas arqueológico de Quintana Roo, 1959;
- Atlas arqueológico de Campeche, 1960;
- Folktales of Tepoztlán in Morelos, 1973;
- La alfarería de Cholula, 1978.
- La cerámica del centro ceremonial de Teotihuacán, 1978;
- Estudio de la cerámica hispánica y moderna de Tlaxcala-Puebla, 1980.